# Guerra Rus'-bizantina (941)
La guerra Rus'–bizantina del 941 si svolse durante il regno di Igor' di Kiev. La corrispondenza cazara afferma che la campagna fu istigata dagli stessi Cazari, i quali volevano vendicarsi dei bizantini dopo le persecuzioni degli ebrei avvenute durante il regno dell'imperatore Romano I Lecapeno.
I Rus' ed i loro alleati, i Peceneghi, sbarcarono sulla costa settentrionale dell'Asia Minore e giunsero in Bitinia nel maggio del 941. Come al solito, sembrano essere ben informati del fatto che la capitale imperiale fosse senza difese e vulnerabile agli attacchi: la flotta dell'impero bizantino era occupata contro gli Arabi nel Mar Mediterraneo, mentre il grosso dell'esercito era disposto lungo i confini orientali dell'impero.
Lecapeno arrangiò una difesa di Costantinopoli con a disposizione 15 navi riempite di armi a base di fuoco greco davanti e dietro. Igor, nel tentativo di catturare queste navi e la loro ciurma ed ignaro dell'esistenza del fuoco greco, circondò la flotta avversaria. In un istante il fuoco fu sparato tramite tubi contro i Rus' ed i loro alleati: Liutprando da Cremona scrisse: "I Rus', vedendo le fiamme, saltarono fuori bordo, preferendo l'acqua al fuoco. Alcuni affondarono, appesantiti da armature ed elmi; Altri presero fuoco". I Rus' catturati furono decapitati.
I bizantini riuscirono quindi a respingere la flotta Rus' ma non ad impedire ai pagani di saccheggiare i dintorni di Costantinopoli, spingendosi a sud fino a Nicomedia. Si raccontò di numerose atrocità: si dice che i Rus' abbiano crocefisso le proprie vittime ed abbiano piantato chiodi nelle loro teste.
A settembre, i generali Giovanni Curcuas e Barda Foca il vecchio, tornarono velocemente alla capitale ansiosi di respingere gli invasori. i Rus' di Kiev spostarono subito l'obbiettivo sulla Tracia, muovendo la loro flotta. Quando stavano per ritirarsi, ricchi di trofei, la marina bizantina guidata da Teofane gli piombò addosso.
Secondo le fonti greche i Rus' persero l'intera flotta a causa dell'attacco a sorpresa, tanto che solo una manciata di navi fece ritorno alla loro base in Crimea. I prigionieri catturati furono portati alla capitale e decapitati. Le fonti cazare aggiungono anche che il capo dei Rus' riuscì a fuggire fino al Mar Caspio, dove morì combattendo contro gli Arabi.
Questi racconti potrebbero essere esagerati, dato che Igor fu in grado di riorganizzare una flotta in grado di attaccare Costantinopoli solo nel 944/945. I Greci Chersonesi avvertirono l'imperatore dell'arrivo della flotta di Kiev. Questa volta i bizantini comprarono la pace, e firmarono un trattato con i Rus' di Kiev. Il suo testo è riportato per intero nella Cronaca degli anni passati.